# Albatros C.IX
L'Albatros C.IX est un avion biplan biplace de reconnaissance de la Première Guerre mondiale.
Ce curieux appareil portant la désignation constructeur Albatros L.23 combinait un fuselage de D.II légèrement allongé pour installer un observateur derrière le pilote avec une voilure dont le plan supérieur accusait une flèche assez marquée. Trois prototypes furent construits fin 1916 avec un moteur Mercedes D III.
Le second Albatros C.IX fut utilisé par Manfred von Richthofen durant l’été 1917 pour une « tournée des popotes[Quoi ?] ».